# Diaphorus nigerrimus
Diaphorus nigerrimus är en tvåvingeart som först beskrevs av Meijere 1913.  Diaphorus nigerrimus ingår i släktet Diaphorus och familjen styltflugor. Inga underarter finns listade i Catalogue of Life.